# Meganephria carbunculus
Meganephria carbunculus är en fjärilsart som beskrevs av Herrich-Schäffer 1858. Meganephria carbunculus ingår i släktet Meganephria och familjen nattflyn. Inga underarter finns listade i Catalogue of Life.